# Библейска археология
Библейската археология е дял на археологията и област от библейската наука, изучаваща по древни паметници историческата среда, в която възниква Библията и протичат събитията от свещената история. Библейската археология е призвана да даде по-конкретна представа за хода на тези събития, да допълни библейските данни със свидетелства от паметници, да уточни хронологията на фактите и датите на текстовете. Резултатите от Библейската археология помагат също да се изясни смисълът на библейските книги и да се реконструира фона, на който са написани.
Старата Библейска археология се появява преди да са намерени основните паметници на Древния Изток и античността, хвърлящи светлина върху библейската история. Тя се ограничава с това да систематизира данните от Писанието (и гръко-римските автори), отнасящи се до бита, общественото устройство, календара, обичаите и култа от времето на Стария и Новия завет. Събирането на подобен род знания дава възможност на читателя на Библията да се ориентира свободно в „библейския свят“, отдалечен от нас на много векове. Важността на тази ориентация е отбелязана още от антиохийската екзегетска школа, която черпи сведения не само от Библията, но и от познаването на източните обичаи. Св. Йоан Златоуст призовава нееднократно своите читатели и слушатели да си представят живата обстановка, в която стават едни или други събития от Писанието, за да ги разберат по-добре.
Новата Библейска археология започва да се формира след като са открити първите паметници на Изтока и античността, отнасящи се до Библията, и е разшифрована писмеността на Египет, Месопотамия, Ханаан и Хетското царство. До това време от небиблейските текстове са известни само Талмуда, Таргумите, произведенията на Йосиф Флавий и фрагменти, запазени от антични автори и отците на Църквата. Откритията в Египет започват скоро след похода на Наполеон I. Младият френски филолог Жан-Франсоа Шамполион (1790 – 1832) успява да прочете египетските йероглифи. С това е поставено началото на научната египтология.
По-нататък следва серия от открития, която продължава до ден днешен. Първите успешни стъпки в разшифроването на древноперсийската клинопис прави немският учител по литература Георг Гротефенд (1775 – 1853), а през 1835 г. английският филолог–любител Г. Ролинсън (1810 – 1895) успява да прочете надписа на персийския цар Дарий I. През 1840-те и 1850-те години френски и английски археолози разкопават редица хълмове по Двуречието (Месопотамия), под които са открити древноасирийските градове Ниневия и Калах. В началото на 20 век са разкопани руините на столицата на Хетското царство (за хетите се споменава в Библията). Чешкият учен Бедржих Хрозни (1879 – 1952) успява да разшифрова хетската писменост. Не малко значение за Библейската археология има откриването и прочитането на ханаанските паметници, по-точно на текстовете от град Угарит (днес Рас Шамра). Разшифроването им е направено от Г.Бауер, С.Х.Гордън, Ш.Ж.Вироло, К.Шефер и професори от Йерусалимската библейска школа Дорм.
Всички тези и други открития разширяват рамките на Библейската археология и заставят да се оцени по нов начин взаимодействието на Стария завет с културата на Древния Изток. Оттам нататък Библейската археология се съсредоточава основно върху изучаването на паметници, засягащи пряко или косвено Библията.
Нов метод за датиране изиграва огромна роля в областта на Библейската археология За разработката му Уилард Либи получава Нобелова награда през 1960 г. Методът се нарича радиовъглероден. Приложим е при датиране на предмети с органичен произход (дърво, тъкани, папирус и т.н.) и се състои в това, че количеството атоми на въглеродния изотоп 14С в тях намалява наполовина с всеки шест хиляди години. Шест хиляди години след гибелта на организма относителната активност на 14С е 7,5 разпада в минута (на грам), след дванадесет хиляди години тя е наполовина (3,75) и т.н. Високочувствителни съвременни прибори могат да установят с определена точност възрастта на дърво, папирус, лен и т.н. По същото време Д.К.Кенеди открива метода на термолуминисценцията, позволяващ да се датира древна керамика.
Библейската археология се дели на две области – обща и палестинска.